# Campo Argentino de Polo
Campo Argentino del Polo, popularno znan i kao Katedrala od Pola (špa. izvornik: Catedral del Polo), je višenamjenski stadion u Buenos Airesu u Argentini.
Trenutačno (ožujak 2008.) se na njemu najviše igraju susreti u športu polu, patu i hokeju na travi.
Od velikih natjecanja, na njemu se 1978. održao svjetski kup u hokeju na travi u muškoj konkurenciji.
Otvoren je za uporabu 1928.

Može primiti 30 tisuća gledatelja.

Nalazi se u Palermu, barriu (gradskoj četvrti) Buenos Airesa na Avenida del Libertador, u blizini nekadašnje siromašne četvrti Las Cañitas.

Na Campu se održava godišnje Otvoreno prvenstvo Argentine u polu, najvažnije međunarodno klupsko natjecanje u polu.
Pored športskih događaja, stadion Campo je bio mjestom održavanja koncerata poznatih glazbenika, kao što su Oasis, Carlos Santana, Jamiroquai, R.E.M., Beck, Neil Young te inih javnih događaja.